# Jessen (Elster)
Jessen (Elster) è una città di 14 158 abitanti della Sassonia-Anhalt, in Germania.
Appartiene al circondario (Landkreis) di Wittenberg (targa WB).

## Storia
Il 1º gennaio 1992 vennero aggregati alla città di Jessen (Elster) i comuni di Grabo, Großkorga e Lindwerder.

## Geografia antropica
La città di Jessen (Elster) è suddivisa nelle seguenti frazioni (Ortsteil):
- Arnsdorf
- Battin
- Buschkuhnsdorf
- Dixförda
- Düßnitz
- Gentha
- Gerbisbach
- Glücksburg
- Gorsdorf
- Grabo
- Großkorga
- Hemsendorf
- Holzdorf
- Jessen (Elster)
- Kleindröben
- Kleinkorga
- Klöden
- Klossa
- Kremitz
- Leipa
- Linda
- Lindwerder

- Lüttchenseyda
- Mark Friedersdorf
- Mark Zwuschen
- Mauken
- Mellnitz
- Mönchenhöfe
- Morxdorf
- Mügeln
- Naundorf
- Neuerstadt
- Rade
- Rehain
- Reicho
- Rettig
- Ruhlsdorf
- Schadewalde
- Schöneicho
- Schützberg
- Stadt Schweinitz
- Stadt Seyda
- Steinsdorf
- Zwuschen